# Agrobotanika
Agrobotanika je področje botanike, ki preučuje lastnosti kulturnih rastlin.